# Війська радіаційного, хімічного та біологічного захисту

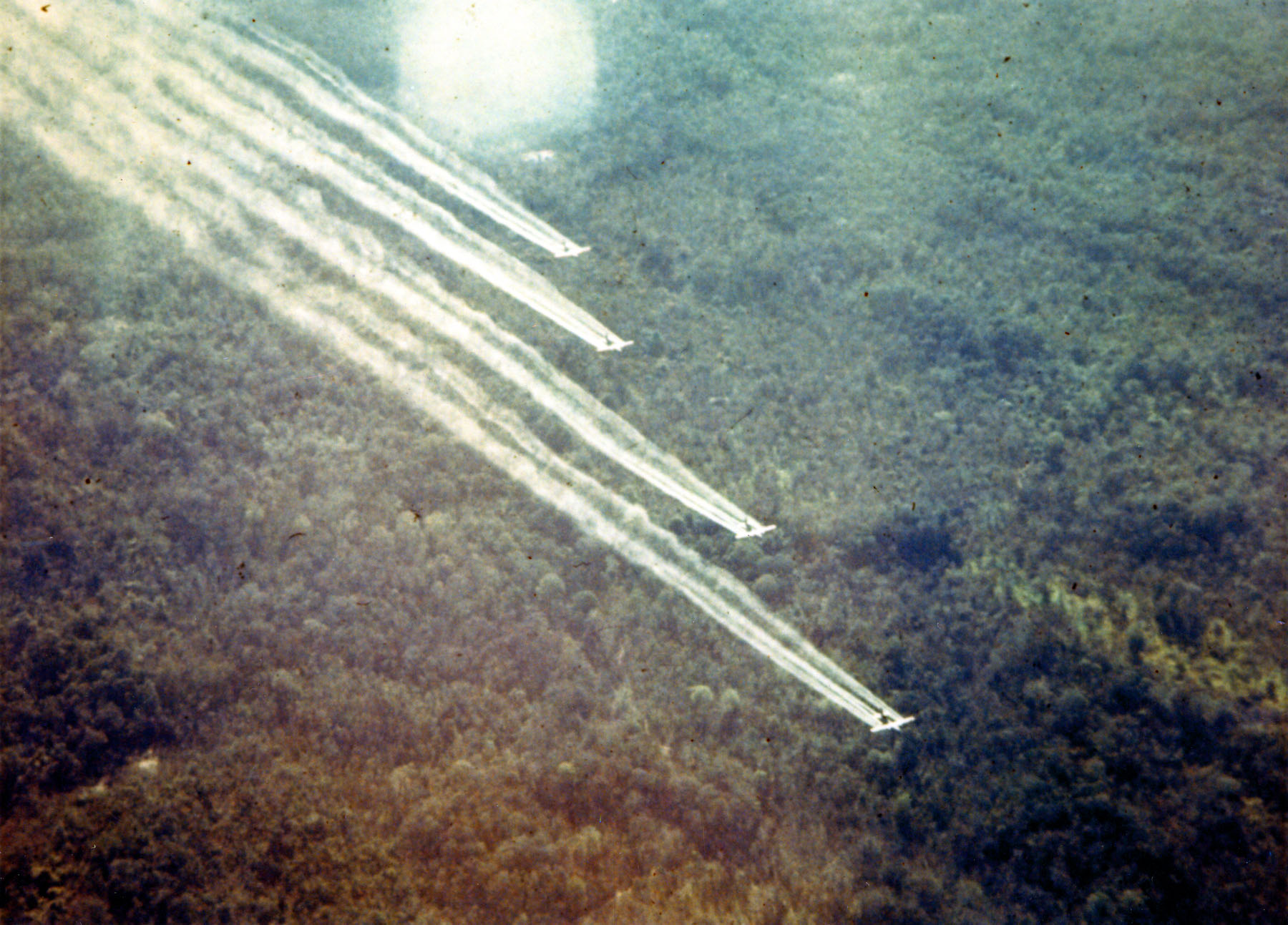
Літаки UC-123B Provider розсіюють дефоліанти над джунглями В'єтнаму. Війна у В'єтнамі

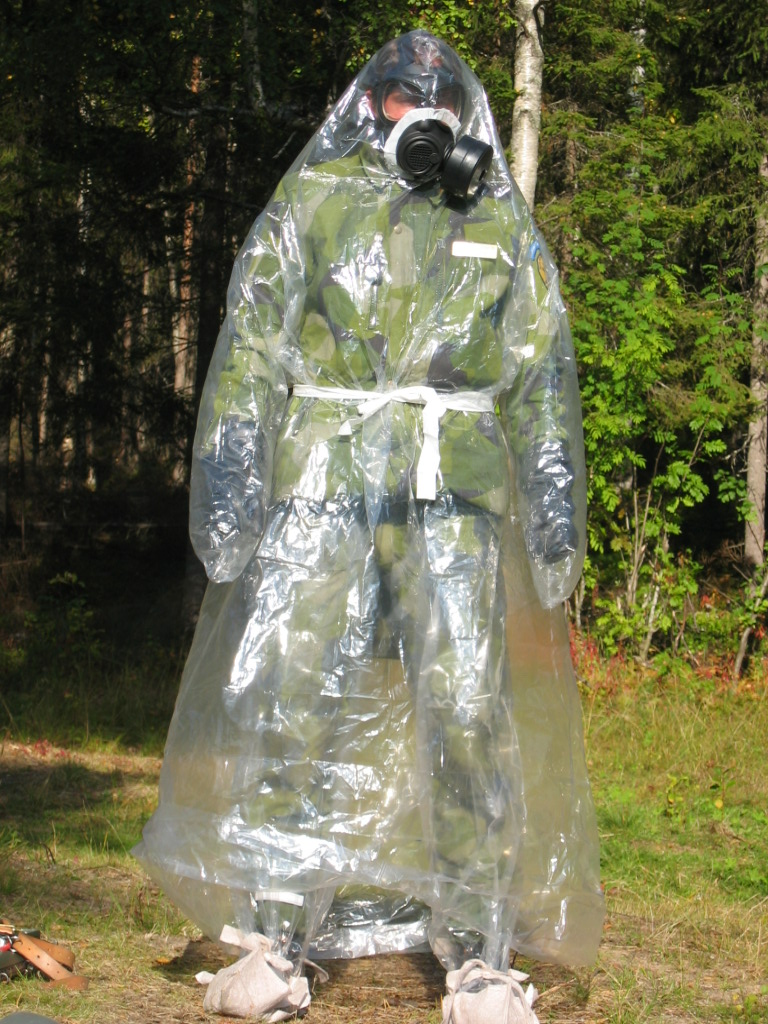
Шведський солдат у спеціальному екіпіруванні

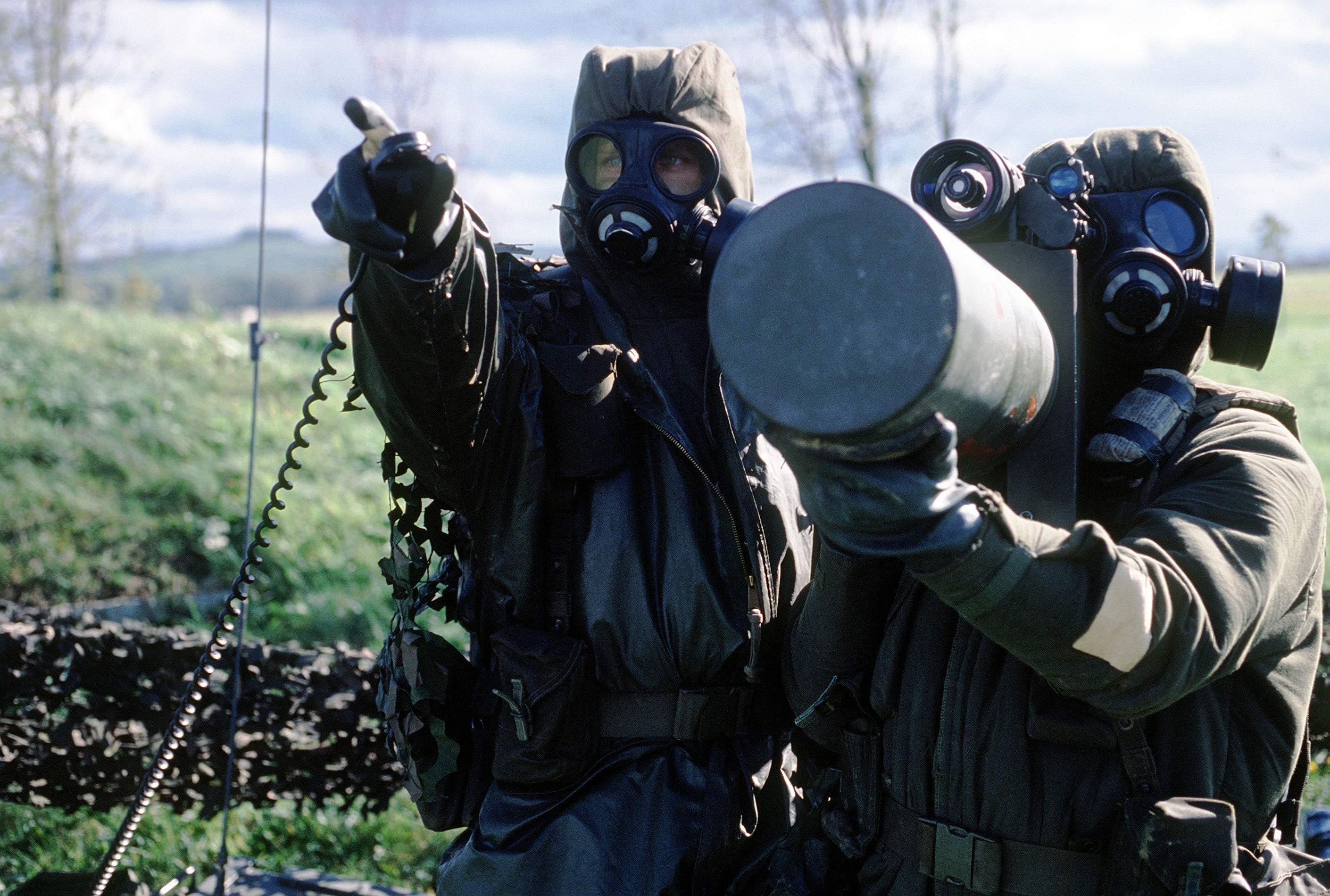
Обслуга ПЗРК «Блоупайп» у засобах індивідуального захисту. Велика Британія

Позначка військ радіаційного, хімічного і бактеріологічного захисту НАТО

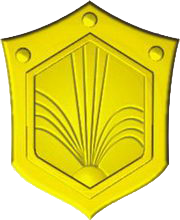
Емблема військ радіаційного, хімічного та біологічного захисту Збройних сил України

Війська́ радіаці́йного, хімі́чного та біологічного за́хисту — рід спеціальних військ в складі Сухопутних військ, призначений для забезпечення радіаційного, хімічного та біологічного захисту, а також аерозольного маскування бойових дій збройних сил.
Сучасні війська РХБЗ складаються з підрозділів і частин, що виконують завдання по радіаційній, хімічній і неспецифічній біологічній (бактеріологічній) розвідці, дезактивації, дегазації і дезінфекції озброєння, техніки, обмундирування, інших матеріальних засобів, а також  спеціальній обробці ділянок місцевості і споруд. До їх складу також входять підрозділи, призначені для застосування вогнеметно-запальних засобів (до середини 2000-х рр.) і маскуючих димів.
В Збройних силах України — Війська радіаційного, хімічного та біологічного захисту України.

## Історія
Перші формування хімічних військ у світі з'явилися під час Першої світової війни (1914-1918), коли були застосовані бойові отруйні речовини (БОР) та вогнемети. Вони здійснювали газобалонні атаки, газометні обстріли та вогнеметання.

### Російська імперія
В 1915 року російським ученим-хіміком Миколою Дмитровичем Зелінським і технологом заводу «Красный Треугольник» Е. Куммантом було розроблено перший у світі протигаз, що має здатність поглинати широку гаму бойових отруйних речовин, який отримав назву «Протигаз Зелінського-Кумманта». Під час Першої світової війни (1914-1918) модель цього протигаза було поставлено в масове виробництво і почала використовуватися хімічними військами Російської імператорської армії, після чого вітчизняні людські втрати від газів противника різко знизилися.
До кінця 1916 року до складу Російської імператорської армії входило 15 хімічних підрозділів (є відомості про існування в 1915-1918 рр.), а саме:
- 3-тя окрема хімічна рота;
- 4-та окрема хімічна рота;
- 5-та окрема хімічна рота;
- 6-та окрема хімічна рота;
- 8-ма окрема хімічна рота;
- 9-та окрема хімічна рота;
- 10-та окрема хімічна рота;
- 12-та окрема хімічна рота;
- 13-та окрема хімічна рота;
- 31-ша окрема хімічна рота.

## Призначення
- ведення радіаційної, хімічної та неспецифічної біологічної (бактеріологічної) розвідки
- радіаційний і хімічний контроль
- спеціальна обробка частин (підрозділів), обезлюднених озброєння, техніки, боєприпасів та інших матеріальних засобів, а також дегазація, дезинфекція і дезинсекція обмундирування, ділянок доріг, місцевості та споруд
- участь у ліквідації наслідків аварій (руйнувань) на підприємствах атомної енергетики та хімічної промисловості
- застосування аерозолів (димів) для маскування дій своїх частин (підрозділів) та протидія технічним засобам розвідки й високоточній зброї супротивника
- застосування вогнеметно-запалювальної зброї
- ремонт і відновлення озброєння військ РХБ захисту й засобів захисту

## Підготовка
Підготовка офіцерів для військ РХБ захисту здійснюється на факультеті військової підготовки Національного технічного університету «Харківський політехнічний інститут» [Архівовано 13 жовтня 2011 у Wayback Machine.] (до 2002 р. — ф-т РХБ захисту Харківського військового університету, після 2002 р. і до реорганізації вишу — ф-т РХБ захисту та екології Харківського інституту танкових військ).